# Dalskabáty

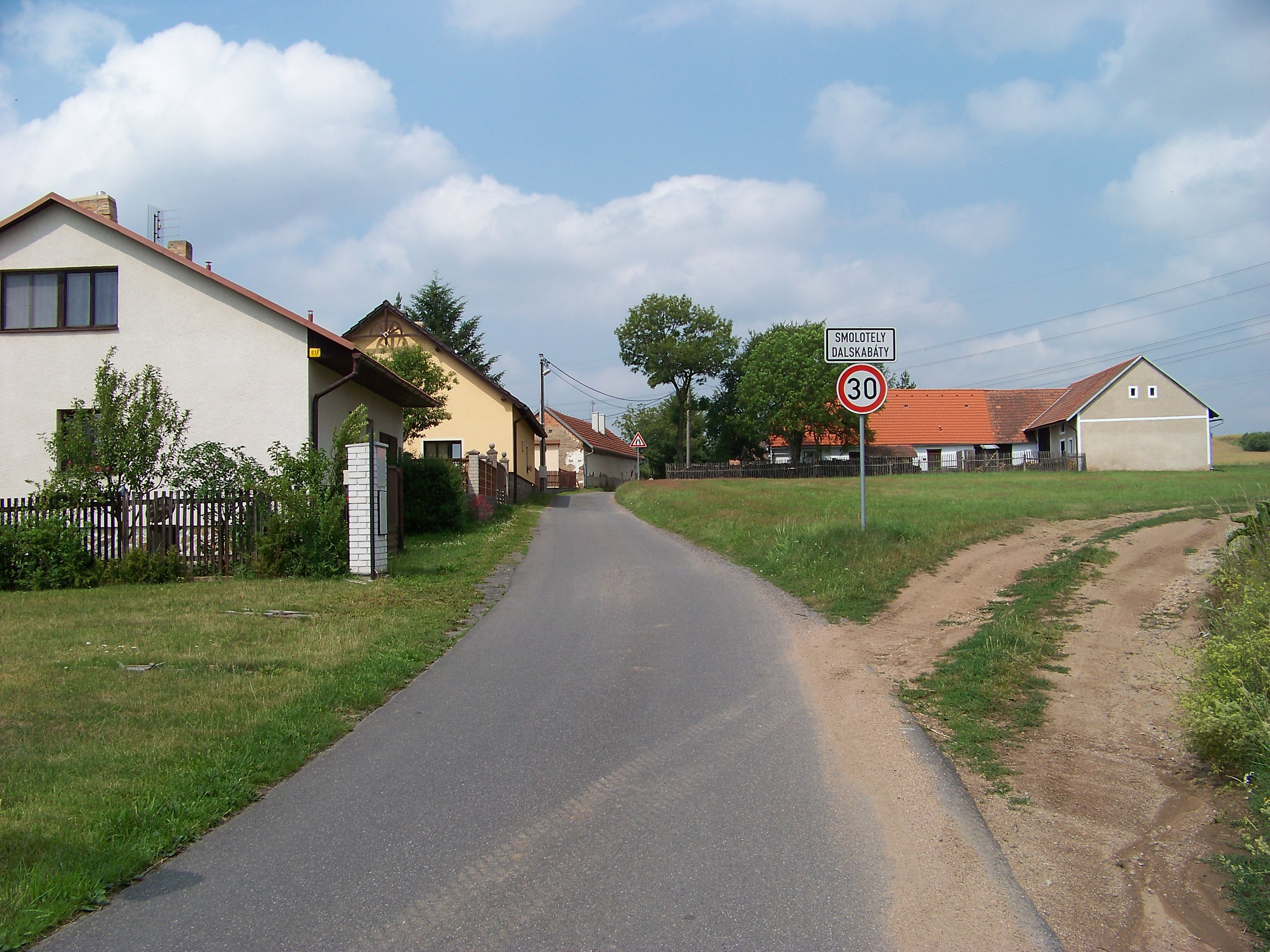
Dalskabáty, vjezd od východu

Dalskabáty je vesnice v okrese Příbram, v severozápadním výběžku území obce Smolotely, v katastrálním území Smolotely, asi 2,5 km severozápadně od vesnice Smolotely. Obec se oficiálně nečlení na části a proto i v Dalskabátech jsou smolotelská čísla domů. V osadě je evidováno 10 čísel popisných (40, 42, 78–84, 126) a 6 čísel evidenčních (1, 4, 5, 14, 17, 18).
V matrikách z druhé poloviny 19. století byla ves uváděná pod názvem Dlaskov. Mapy Druhého vojenského mapování ji uvádějí názvem Na Dalskabatech.
Přes Dalskabáty nevede žádná silnice, ale pouze zpevněná cesta mezi osadou Draha, ležící asi 1,8 km jihovýchodně, a vesnicí Stěžov, ležící asi 2,0 km severozápadně, resp. vesnicí Radětice. Nejbližší vesnicí je Drsník, vzdálený po polní cestě asi 1,2 km jihozápadně. Do Dalskabátů nejezdí žádná veřejná hromadná doprava. Přes Dalsabáty protéká Sylinský potok, pravý přítok Stěžovského potoka.
U hlavní křižovatky ve vsi se nachází křížek na podstavci s datací rokem 1891, u nějž jsou rozmístěny lavičky. Od roku 2011 je u křížku i informační nástěnka a byl spuštěn web vesnice. Na jaře 2012 místní recesisté vyznačili v centru vsi přes místní cestu přechod pro chodce.
15. srpna 1917 zde po zásahu bleskem vyhořela tři hospodářství - pana Sirotka a pana Švejkara.
Okolní honitbu obhospodařuje Honební společenstvo Radětice, Stěžov, Drsník, Dalskabáty, Buk a Palivo, IČO 70978921.
Asi 300 metrů severovýchodně od vsi se na protilehlém, levém břehu Stěžovského potoka na západním úpatí nepojmenované kóty, nachází monumentální skalní výchoz z porfyrického hrubozrnného biotitického granitu, který je registrován Českou geologickou službou jako zajímavá geologická lokalita. Jsou zde vyrostlice růžového draselného živce o velikosti i několika centimetrů a hojné množství uzavřenin mikrodioritu různých tvarů a velikostí.
Podél Stěžovského potoka, asi 300 metrů východně od vsi, vede červeně značená turistická trasa. Zeleně značená trasa vede přes nedaleký Drsník.

## Dalskabáty v umění
Do Dalskabátů umístil Jan Drda, příbramský rodák, v roce 1960 děj divadelní hry Dalskabáty, hříšná ves aneb Zapomenutý čert, na jejíž motivy režisér Jaroslav Novotný natočil v roce 1976 stejnojmenný film. Ve hře je zmíněn i nedaleký Drsník.
Název Dalskabáty použilo divadelní sdružení Depresivní děti touží po penězích v roce 2008 místo původního švýcarského Güllenu ve své autorské bytové adaptaci Dürrenmattovy hry Návštěva staré dámy, inscenované ve Volmanově vile v Čelákovicích.

## Podobné názvy
- Daskabát